# Gintaras Januševičius
Gintaras Januševičius (n. Moscú, Unión Soviética; 16 de enero de 1985) es un pianista proveniente lituano, conocido por sus interpretaciones de las obras de Serguéi Rajmáninov, Frederic Chopin y Modest Músorgski. Algunos compositores le han dedicado varias de sus obras.

## Biografía
Januševičius nació el 16 de enero de 1985 en Moscú en el seno de una familia de músicos profesionales. Comenzó a estudiar piano a la edad de 4 años en Klaipėda. Estudió en la Escuela de Artes de Eduardas Balsys (1990-1993), la Escuela Nacional de Artes de Mikalojus Konstantinas Čiurlionis (1993-2003) y en la Academia Lituana de Música y Teatro (2003-2004). En 2004 se trasladó a Alemania, para proseguir sus estudios de piano en la Escuela de Música y Teatro de Hannover junto al destacado profesor ruso Vladimir Krainev. Desde el año 2011 Januševičius estudia con el profesor Bernd Goetzke.
Ha trabajado con directores como Salvador Brotons i Soler, Fuat Mansurov, Juozas Domarkas, Dmitri Liss, Gintaras Rinkevičius y Jacques Lacombe, con las Orquestas Sinfónicas de Montreal, Mallorca, Moscú, Tallin y las Orquestas Filarmónicas de Lituania, Moldavia y de los Urales. Ha aparecido conciertos en Lituania, Japón, China, Rusia, Francia, España, Alemania, Rumania, Polonia, Moldavia, Estonia y en Irlanda, en salas tan prestigiosas como el Palacio de la Música Catalana, Auditorio Nacional de Música, la Gran Sala del Conservatorio de Moscú, Auditorio de Zaragoza y el Palacio Real de La Almudaina.
En 2012 Januševičius participó como miembro del jurado en el Concurso Internacional de Piano de Palma de Mallorca.

## Repertorio
El repertorio de Januševičius se extendía desde Vivaldi, Arne y Bach hasta Szymanowski, Prokófiev, Poulenc y Kabalevski, aunque con importantes omisiones como la Sonata Waldstein y el Concierto para piano n.º 3 de Beethoven, El canto del cisne de Schubert y Liszt, los Cuadros de una exposición de Músorgski, el Concierto para piano n.º 1 de Shostakóvich, Concierto para piano n.º 1 de Chaikovski, Études-Tableaux, Preludios y el Concierto para piano n.º 2 de Rajmáninov.